# P7 (Mine)
Die P7 und die P7 Mk.2 sind pakistanische Antipersonenminen, die an das Design der US-amerikanischen M2-Springmine angelehnt sind. Die Mine wird vom staatseigenen Betrieb Pakistan Ordnance Factories (POF) hergestellt und vertrieben. Im Gegensatz zur M2 enthält die P7 als Ladung kein 60 mm Mörsergeschoss, sondern eine auf dem Kopf stehende Handgranate.

## Varianten
| Variante          | P7                                                                                   | P7 Mk.2                                                                    |
| ----------------- | ------------------------------------------------------------------------------------ | -------------------------------------------------------------------------- |
| alternative Namen | P7 MK1, P7 Mk1, P7 Mk.1, P7A1                                                        | n/a                                                                        |
| Beschreibung      | Außenform ähnlich M2A4                                                               | Außenform ähnlich M2A4                                                     |
| Höhe              | 160 mm inkl. Zünder                                                                  | 160 mm inkl. Zünder                                                        |
| Breite            | max. 71 mm an Basis                                                                  | max. 71 mm an Basis                                                        |
| Werkstoff         | Stahl                                                                                | Stahl                                                                      |
| Farbe             | olivgrüner Korpus, gelbe Beschriftung, roter Ring um Mündung Geschosstubus           | olivgrüner Korpus, gelbe Beschriftung, roter Ring um Mündung Geschosstubus |
| Beschriftung      | JUMPING MKI                                                                          |                                                                            |
| Zünder            | Druck- und Zugzünder                                                                 | Druck- und Zugzünder                                                       |
| Auslösung         | Druck auf Auslöser Zug am Stolperdraht                                               | Druck auf Auslöser Zug am Stolperdraht                                     |
| Ladung            | Handgranate ARGES-69 (auch bekannt als P1 Mk.1, Kopie der österreichischen Arges 69) | Handgranate                                                                |
| Effekt            | Granate wird ca. 1,25–2 Meter ausgestoßen und die Splitterladung gezündet            |                                                                            |
| Gefährdung        | tödlich bis 25 Meter Radius                                                          |                                                                            |

## Funktion
Die Mine wird so im Boden eingegraben, dass das Geschoss mit Erde bedeckt ist und der Zünder etwas aus dem Boden herausragt oder knapp mit Erde bedeckt ist. Der Zünder kann nun mit einem Stolperdraht verbunden werden. Falls der Zünder aus dem Boden herausragt wird er z. B. mit leichten Pflanzenteilen getarnt um eine Erkennung durch den Feind zu erschweren. Anschließend wird der Sicherungsstift entfernt: Die Mine ist nun scharf. Wird jetzt der Zünder mit Druckkraft belastet oder der Stolperdraht ausgelöst, aktiviert der Zünder eine Treibladung, die das Geschoss aus dem Boden heraus nach oben schießt. In einer definierten Höhe explodiert dann der Verzögerungszünder und die Fragmente des Splittersprengkopfes des Geschosses verteilen sich im Umkreis. Bei großflächiger Nutzung von Springminen wie der P7 werden diese häufig zusammen mit (metallarmen) Druckminen verlegt, um eine Überwindung oder Räumung des verminten Bereiches zu erschweren. Die P7 kann auch verwendet werden, indem nicht der Feind die Mine auslöst, sondern vom Zünder der Mine ein Zugdraht (statt des Stolperdrahts) zu einer eigenen Stellung mit entsprechender Deckung verläuft, aus der heraus eigene Kräfte die Mine auslösen können.

## Bekannte Einsatzorte
Pakistan gibt kaum Informationen zu diesem Thema frei, hat aber diverse selbst produzierte Antipersonenminen an der Grenze zu Afghanistan (Stammesgebiete), im Kaschmir-Konflikt, bei den Konflikten mit Indien 1947 bis 1949, 1965, 1972 und seitdem an der indisch-pakistanischen Grenze verwendet.